# Групповой переключатель
Групповой переключатель — многополюсный/многоконтактный электромеханический командоаппарат, имеющий несколько фиксированных рабочих положений, предназначенный для изменения соединения электрической схемы путём переключения относительно большого количества её элементов.
По конструкции групповые переключатели могут быть:
- барабанного типа, включающего в себя плоские (лепестковые) контакты, скользящие по токоведущим и изоляционным сегментам вращающегося барабана. Конфигурация сегментов барабана и определяет порядок замыкания контактов в заданной последовательности. Контроллеры барабанного типа не имеют дугогашения, поэтому в силовых цепях применяются исключительно для коммутации без тока.
- кулачковые, включающие в себя контакторные кулачковые элементы, перекатывающиеся по торцевым поверхностям кулачковых шайб. Профиль и взаимное расположение кулачковых шайб и определяет последовательность включения и выключения кулачковых контакторов. Контроллеры кулачкового типа могут быть выполнены с дугогашением или без и используются для переключений электрических силовых, управляющих и вспомогательных цепей с током или без тока.

По функциональному назначению в схеме локомотива групповые переключатели подразделяют на:
- тормозной — переключающий схему соединения с тягового режима на тормозной и обратно;
- переходный — переключающий соединение тяговых электродвигателей с последовательного на смешанный и/или параллельный;
- реверсор — переключающий обмотки тяговых электродвигателей с целью изменения направления движения;
- отключатель тяговых электродвигателей — отключающий один или несколько ТЭД при их неисправности;

Групповой переключатель выполняется с ручным или механическим (пневматическим, электродвигательным) приводом.
Нередко групповые переключатели с разными функциями объединяют в один аппарат, например тормозной и реверсор. На электровозе ЧС2Т главный контроллер ГК 045 объединяет в себе функции тормозного и переходного переключателей, имеет 13 позиций, из которых 6 фиксированных (тормозная Т, нулевая 0, сериесная реостатная Р, сериесная ходовая С, сериес-параллельная СП, параллельная П), остальные переходные. На электровозах ЧС1 и ЧС3 групповой переключатель выполнял целых три функции — переход, вывод реостата и включение ослабления поля, на ЧС2 переключатель ослабления поля выполнен отдельно.
Основная сфера применения групповых переключателей — подвижной состав электротранспорта. Кроме того, групповые переключатели могут применяться в подъёмно-транспортных машинах, стационарном электроприводе.

## Информация
- Евтеев И. П., Осипов С. И., Пустовойтов М. П. Пассажирские электровозы ЧС1 и ЧС3. — М.: ВИПО МПС, 1962.
- Электропоезда ЭР2 и ЭР2Р. Цукало П.В., Ерошкин Н. Г. М.:  Транспорт, 1986. 359 с.  ил. 249, табл. 9, библиогр. 13 назв.
- Электровозы и электропоезда. Калинин В. К. М: Транспорт, 1991. 480 с
- Троллейбусы (теория, конструкция и расчёт). Учебник для вузов. Ефремов И. С. М., «Высшая школа», Изд. 3, испр, и доп. 1969
- Устройство и ремонт электропоездов метрополитена. Москва, «Транспорт», 1991 г.